# Prélude et fugue en fa dièse mineur (BWV 859)
Le Clavier bien tempéré I
Pour un article plus général, voir Le Clavier bien tempéré.
Le prélude et fugue en fa dièse mineur (BWV 859) est le quatorzième couple de préludes et fugues du premier livre du Clavier bien tempéré de Jean-Sébastien Bach, compilé vers 1722.
Le prélude est dans le style d'une invention à deux voix, au caractère frais et automnal. La fugue à quatre voix, à la fois belle et sévère, est dépourvue de divertissements libres. Sa forme simple semble désigner une œuvre de jeunesse du compositeur.

## Prélude
Le prélude, noté , comporte 29 mesures.
Son caractère, au sentiment contenu, comme celui de la fugue, est automnal, « un petit vent froid souffle à travers... ». 
Abstraction faite des accords qui ponctuent parfois à la manière d'une basse continue (mesures 14–15, 19), le prélude est conçu comme une invention à deux voix « de superbe facture » ; Guy Sacre le considère comme « ingrat » et « inexpressif ». La seconde section à partir de la mesure 12 renverse le thème.

## Fugue
La fugue à quatre voix, notée 
, est longue de 41 mesures.
Le sujet calme, mais plein d'intensité, composé de 18 notes, s'élève du ton à la quinte puis retombe. Comme à grand peine, lentement il progresse de tierce en tierce en mouvements conjoints, d'abord en noires, puis en croches. Après un gruppetto, les notes redescendent comme si un esprit de renoncement sous-tendait la phrase. Pour l'auditeur, le mètre ne sera pas clair immédiatement, car le sujet se déplace indépendamment de la barre de mesure, avec ses hémioles mesures 2 et 3, Bach s'arrêtant sur les degrés la, si do , un peu moins longtemps pour chaque. Mais mêlé avec le contre-sujet, le mètre redevient clairement perceptible.

La fugue est « belle et sensible », « sérieuse et sévère, dépourvue de divertissements » libres. Bien que d'inspiration vocale, elle n'est pas strictement dans le stile antico. Elle se divise en deux sections égales de vingt mesures, avec chacune un groupe d'entrées. La seconde section voit le sujet discrètement exposé en renversement à l'alto. Lorsque le sujet est repris par le ténor, c'est la basse qui le présente en renversement (mesure 32), d'une manière particulièrement parlante. 
L'exposition reste dans le registre medium de dépassant pas le do , alors que la seconde section exploite le registre plus aigu. Tout au long de son développement, la fugue ne module jamais en majeur (le sujet reste sur la tonique et la dominante) — et sauf peut-être la mesure 28 à deux  voix, reprise de la mesure 7, dans le registre aigu — seul l'accord final de la cadence picarde en fa majeur, apporte après l'épreuve, son impression de libération. Keller conseille de reproduire tout le long de la pièce le mordant noté par Bach seulement à la mesure trois.
La forme simple suggère, selon Schulenberg, que cette fugue est plutôt une œuvre de jeunesse et que la sévérité est sûrement intentionnelle. Bach n'use que du procédé de renversement et d'une pédale, mais d'aucun autre, « la force principale de l'œuvre consistant plutôt dans sa beauté profondément expressive ».
L'exposition est exceptionnellement longue, irrégulière : l'entrée de l'alto étant suivie d'un sorte de codetta et entre celle de la basse et du soprano (mesure 15), d'une espèce de pont de quatre mesures :

Le contre-sujet prend la forme d'un « motif des soupirs », avec ses notes répétées, très souvent employé par Bach. On le retrouve notamment dans le lamento BWV 992, Caprice sur le départ de son frère bien-aimé, le choral pour orgue O Lamm Gottes, unschuldig (BWV 656) et dans le chœur Oh ! homme pleure ton grand péché de la Passion selon Matthieu. Ces soupirs d'une infinie tristesse accompagnent également le renversement du sujet, et semblent même usurper sa place.

## Relations
Le prélude et la fugue ont des affinités thématiques. 

## Postérité
Emmanuel Alois Förster (1748–1823) a réalisé un arrangement pour quatuor à cordes de la fugue, interprété notamment par le Quatuor Emerson.
Théodore Dubois en a réalisé une version pour piano à quatre mains, publiée en 1914.